# آماند فرید
آماند فرید (انگلیسی: Amanda Freed؛ زادهٔ ۲۶ دسامبر ۱۹۷۹) بازیکن سافت‌بال اهل ایالات متحده آمریکا بود.